# 雙球真巨口魚
雙球真巨口魚（学名：Eustomias bibulbosus）为輻鰭魚綱巨口鱼目巨口鱼科的其中一種。分布於中西大西洋熱帶海域，為深海魚類，棲息深度0-3000公尺，體長可達13.7公分。

## 扩展阅读
維基物種上的相關：雙球真巨口魚